# Holpertalbach
Der Holpertalbach ist ein knapp 700 m langer Bach im südöstlichen Pfälzerwald auf der Gemarkung der Ortsgemeinde Ramberg im rheinland-pfälzischen Landkreis Südliche Weinstraße, der im Ortsbereich von links und Nordosten in den Dernbach mündet.

## Geographie

### Verlauf
Der Holpertalbach entspringt im Nordosten der Siedlungsfläche der Ortsgemeinde im kurzen, an den Hängen bewaldeten Holpertal unter der Ruine Modeneck auf etwa 316 m. Er fließt in südwestlicher bis westlicher Richtung zwischen dem Drenselberg rechts und dem Eichbühl links und berührt dabei immer wieder bebaute Feriengrundstücke. Nach etwa 0,7 km mündet er neben der Waltheristraße, die identisch ist mit der Landesstraße 506, auf etwa 258 m Höhe von links in den Dernbach, der hier von Südost- auf Südlauf dreht.

### Einzugsgebiet
Der Bach, der keine Zuflüsse besitzt, entwässert eine Fläche von knapp 0,55 km² (54,6 ha), die außer im Talgrund fast überall bewaldet ist. Sie grenzt im Nordwesten auf dem Drenselberg-Kamm wie auch im Süden auf der Höhe des Eichbühls an die Einzugsgebiete ähnlich kleiner linker Nebenbäche des Dernbachs. Jenseits der ostnordöstlichen Wasserscheide, auf der auf etwa 492 m Höhe die Ruine Modeneck sitzt, grenzt der Einzugsbereich des bedeutenderen Modenbachs an, eines rechten Zuflusses des Speyerbachs. Der höchste Punkt im Einzugsgebiet liegt an der Nordecke auf dem Gipfel des Drenselbergs (524 m).
Der Bach fließt gänzlich auf Ramberger Gemarkung, auf der sich auch fast das ganze Einzugsgebiet erstreckt, ausgenommen ein Stück oberen Waldhangs nahe der Südostecke. Dort steht der Siedlungsplatz Ramberger Waldhaus eben noch auf Ramberger Markung im Einzugsgebiet, der einzige Siedlungsplatz neben der locker bebauten und vom Bach durchlaufenen Ferienhaussiedlung im Norden Rambergs.